# International Uranium Film Festival

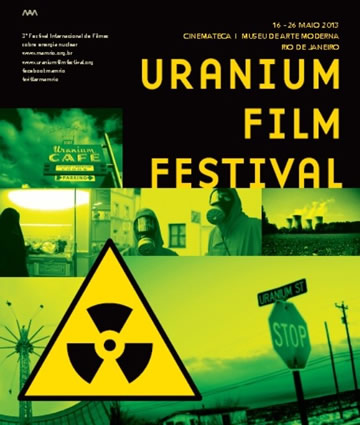
Festivalplakat von 2013

Das International Uranium Film Festival (auch IUFF) wurde 2010 in Rio de Janeiro gegründet und fand zum ersten Mal im Jahr 2011 statt. Seit 2016 ist es auch unter dem Namen „Atomic Age Cinema Fest“ bekannt. Partner des Festivals ist seit 2012 das Museu de Arte Moderna do Rio de Janeiro, in dessen Cinemathek die Veranstaltung durchgeführt wird. Gegründet wurde es von der brasilianischen Sozialwissenschaftlerin Márcia Gomes de Oliveira und dem deutschen Journalisten und Dokumentarfilmer Norbert Suchanek. Es findet seitdem jährlich zeitgleich in vielen Städten der Welt statt und führt dort eingereichte, themenbezogene Filme vor und prämiert sie.
Das Festival widmet sich der filmischen Dokumentation und künstlerischen Verarbeitung aller Themen, welche die Nukleartechnik im weitesten Sinne betreffen. Gezeigt werden sowohl Kurzfilme und Dokumentarfilme als auch Spielfilme und Animationsfilme zu den Themen:
- Kernphysik und ihre Forschungsgeschichte
- Uran-Minen
- Nuklearunfälle
- Radioaktiver Abfall
- nukleare Endlager
- Atomsemiotik
- Uranmunition und ihre Folgeschäden
- Kernwaffentests
- Nuklearkrieg

Seine Zielgruppe sind Lehrer, Studenten und Schüler. Es es verfolgt das Ziel, Information, Bildung und kulturelle Verarbeitung von nuklearen Themen zu verbreiten.
Bereits nach der Premiere 2011 wurde das Festival in andere Länder eingeladen und gastiert inzwischen weltweit.

## Preise
Aktuell (Stand 2024) werden in vier Kategorien  Preise vergeben:
- The Best 1st Feature Documentary Award
- The Best Investigative Documentary Award
- The Best Documentary Feature Award
- The Best Documentary Short Film Award[6]